# 在中國的故事
《在中國的故事》是台灣三立都會台行腳節目，為每週一至五製播的（愛玩客全系列）節目，前身為《世界地理雜誌》系列（包含在中國的故事、美食大三通、冒險王、台灣全記錄、世界那麼大等節目），但為提供觀眾更豐富更多元的旅遊資訊，故於2011年9月26日整併播出，首播時間為每週一至四晚間10時至11時（台灣時間）。開播於2002年3月25日，首播時間為每週一22點至23點。歷任主持人為王少偉、高山峰、蔡立群、林暐恆(阿Ken)、戴家昀(Elmo)、余致緯(陽光)。
2011年9月26日起併到新節目《愛玩客》。

## 歷代主持人
- 第一代主持人：王少偉
- 第二代主持人：高山峰
- 第三代主持人：蔡立群
- 第四代主持人：林暐恆（阿Ken）
- 第五代主持人：戴家昀（Elmo）
- 第六代主持人：余致緯（陽光）

## 播出時間

### 首播
- 每週一晚間10點至11點

### 重播
- 每週二凌晨4點至5點
- 每週二上午9點至10點
- 每週二下午2點至3點
- 每週二上午8點30分至9點30分
- 每週日凌晨2點至3點